# Kajillionaire - La truffa è di famiglia
Kajillionaire - La truffa è di famiglia (Kajillionaire) è un film del 2020 diretto da Miranda July.

## Trama
Una donna di 26 anni emotivamente bloccata, Old Dolio Dyne, si trova in una relazione manipolativa con i suoi genitori, truffatori di lunga data, che la usano come complice dei loro furti e truffe. La famiglia deve $1500 di arretrati di affitto del loro appartamento a Los Angeles, in realtà uno spazio ufficio attaccato a una fabbrica di sapone. Old Dolio escogita una truffa in cui i tre voleranno a New York usando dei biglietti vinti ad un concorso; i suoi genitori prenderanno il suo bagaglio al ritiro bagagli, mentre la donna dichiarerà che la compagnia aerea l'ha smarrito. Old Dolio incasserà quindi i soldi dalla propria assicurazione viaggio, che coprirà così il loro affitto.
Dopo un viaggio tranquillo, Old Dolio e i suoi genitori si imbarcano, e i genitori cominciano a chiacchierare con Melanie, una giovane assistente medica seduta accanto a loro, rivelandole la truffa e convincendola a fingersi la loro figlia mentre prendono il bagaglio. Old Dolio segnala il suo "bagaglio smarrito", ma scopre che potrebbero volerci sei settimane per ricevere il rimborso, quindi la famiglia cerca metodi alternativi per ottenere i soldi. Melanie rivela di aver mentito riguardo alla sua professione ed essere in realtà una commessa in un negozio di occhiali. Presenta la famiglia a uno dei suoi anziani clienti, da cui rubano un assegno in bianco e lo incassano per $650. Un secondo cliente, che sta morendo, chiede alla famiglia di fingere di essere la sua famiglia mentre muore.
Old Dolio è scossa dall'esperienza e ferita quando i suoi genitori si affrettano a confortare Melanie. Tornata a casa, Old Dolio scopre il rimborso dell'assicurazione nella posta. I genitori di Old Dolio cercano quindi di iniziare un trio con Melanie, ma la donna reagisce male. Vengono interrotti da Old Dolio, emotivante toccata nel sentire sua madre chiamare Melanie "cara", che offre a sua madre tutti i soldi dell'assicurazione viaggio per fare lo stesso con lei. La madre di Old Dolio rifiuta, ma Melanie accetta l'offerta di Old Dolio e la porta nel suo appartamento. Piuttosto che semplicemente chiamare Old Dolio "cara", Melanie offre un trattamento "a tutto tondo", che soddisfa i bisogni emotivi che i genitori di Old Dolio non sono stati in grado di soddisfare.
I genitori di Old Dolio si presentano all'appartamento di Melanie, dicendo a Old Dolio che l'amano e che ne sentono la mancanzam, dandole 17 regali di compleanno e promettendole il 18° (anche se lei ha 26 anni) a cena la sera successiva. Old Dolio e Melanie partecipano alla cena, anche se sospettano che sia un'altra truffa. Al ristorante i genitori di Old Dolio le consegnano una collana, giurando che cambieranno. Dopo cena Melanie dice a Old Dolio che, se i suoi genitori hanno rubato i soldi sono dei mostri e non l'amano, mentre Old Dolio sostiene che se i soldi siano ancora lì, a prova del fatto che i suoi genitori siano realmente cambiati. Propone anche una terza possibilità: che i suoi genitori abbiano lasciato dietro $525, la sua quota di denaro, a testimonianza del fatto che l'amano ma anche che non potranno mai offrirle nulla di più. Con sorpresa di Melanie e Old Dolio, tutto il denaro è ancora al suo posto.
La mattina seguente, Melanie e Old Dolio si svegliano per scoprire che Melanie è stata derubata; tutti gli oggetti rimovibili e gli arredi, compreso il denaro, sono spariti. Le uniche cose rimaste sono i 17 regali di Old Dolio. Realizzando che sono rimborsabili, Old Dolio e Melanie si recano a restituirli restituiti. Il rimborso totale è di $485,05, finché Melanie si rende conto che hanno dimenticato di restituire anche la collana di Old Dolio, regalo che porta il totale rimborsato a $525, la quota di Old Dolio dei soldi dell'assicurazione. Old Dolio e Melanie si baciano nel negozio.

## Distribuzione
Il film è stato distribuito nelle sale cinematografiche statunitensi a partire dal 18 settembre 2020 e in Italia dal 20 maggio 2021.